# Мандуул-хан
Мандуул-хан или Мандугули-хан (1438—1478) — великий хан Монгольской империи династии Северная Юань. Младший сын царевича Аджай-тайджи и внук монгольского хана Элбэга.

## Биография

### Рождение и провозглашение ханом
Мандуул родился в 1438 году и приходился младшим единокровным братом великому монгольскому хану Тайсуну (Тохта-Буга), быв при нём джиноном, то есть соправителем, ведавшим Левым крылом. Кочевал в местности Йисутайн-Дзун. После убийства Молон-хана в 1466 году ханский престол Монголии, погрязшей в междоусобных войнах, пустовал почти десятилетие. В конце концов, после победы над тумэтским Доголан-тайджи, в 1475 году в местности Хашигарид-Дзун Мандуул был провозглашён новым великим ханом.

### Конфликт с джиноном
Соправителем Мандуул-хана был Болху-джинон Баян-Мункэ, с которым сразу после интронизации Мандуул наладил хорошие отношения. Однако окружение хана спровоцировало его конфликт с джиноном, будто бы собиравшемся захватить власть у не имевшего сыновей правителя, и отобрать его жену. Баян-Мункэ был вынужден бежать, однако после скорой смерти Мандуула всё-таки занял ханский престол.

### Проблема наследника
Первой женой Мандуула стала «длинноносая» (монг. Их хамарт) Джунхэн, дочь ойратского Бигэрсэн-тайши. Однако из-за болезни она не родила Мандуулу ни одного ребёнка. В 1465 году в двадцатисемилетнем возрасте он женился на единственной дочери правителя тумэтов и энгудов Чоросбай-Тэмур-чинсана, Мандухай, которая вскоре родила от него двух дочерей, однако на момент скоропостижной смерти Мандуула в 1478 году у него так и не оказалось прямого наследника по мужской линии.